# You Pay for the Whole Seat, but You'll Only Need the Edge
You Pay for the Whole Seat, but You'll Only Need the Edge es el segundo álbum de la banda Noruega de metal Animal Alpha.

## Lista de canciones
1. "Pin You All" – 2:55
2. "Master Of Disguise" – 3:34
3. "Fire! Fire! Fire!" – 3:20
4. "Alarm" – 4:10
5. "Breed Again" – 4:12
6. "In The Barn" – 5:40
7. "Even When I'm Wrong, I'm Right" – 3:02
8. "Tricky Threesome" – 4:09
9. "Marilyn Love Doll" – 5:50

- Datos: Q2893022